# Cangur arborícola dingiso
El cangur arborícola dingiso (Dendrolagus mbaiso), també conegut com a bondegezou, és una espècie de cangur arborícola nadiua i endèmica de Papua Occidental a Indonèsia. Fou filmat per primera vegada pel documental de la BBC South Pacific el 2009, després d'una recerca d'11 dies amb un home d'una tribu local.